# Sciapus mitis
Sciapus mitis är en tvåvingeart som beskrevs av Octave Parent 1925. Sciapus mitis ingår i släktet Sciapus och familjen styltflugor. Inga underarter finns listade i Catalogue of Life.